# Lijst van gemeenten in het departement Charente
Hieronder volgt een lijst van de 404 gemeenten (communes) in het Franse departement Charente (departement 16).

## A
Abzac
- Les Adjots
- Agris
- Aignes-et-Puypéroux
- Aigre
- Alloue
- Ambérac
- Ambernac
- Ambleville
- Anais
- Angeac-Champagne
- Angeac-Charente
- Angeduc
- Angoulême
- Ansac-sur-Vienne
- Anville
- Ars
- Asnières-sur-Nouère
- Aubeterre-sur-Dronne
- Aubeville
_ Auge-Saint-Médard
- Aunac
- Aussac-Vadalle

## B
Baignes-Sainte-Radegonde
- Balzac
- Barbezières
- Barbezieux-Saint-Hilaire
- Bardenac
- Barret
- Barro
- Bassac
- Bayers
- Bazac
- Beaulieu-sur-Sonnette
- Bécheresse
- Bellon
- Benest
- Bernac
- Berneuil
- Bessac
- Bessé
- Bignac
- Bioussac
- Birac
- Blanzac-Porcheresse
- Blanzaguet-Saint-Cybard
- Boisbreteau
- Bonnes
- Bonneuil
- Bonneville
- Bors (Canton de Montmoreau-Saint-Cybard)
- Bors (Canton de Baignes-Sainte-Radegonde)
- Le Bouchage
- Bouëx
- Bourg-Charente
- Bouteville
- Boutiers-Saint-Trojan
- Brettes
- Bréville
- Brie
- Brie-sous-Barbezieux
- Brie-sous-Chalais
- Brigueuil
- Brillac
- Brossac
- Bunzac

## C
Cellefrouin
- Cellettes
- Chabanais
- Chabrac
- Chadurie
- Chalais
- Challignac
- Champagne-Vigny
- Champagne-Mouton
- Champmillon
- Champniers
- Chantillac
- La Chapelle
- Charmant
- Charmé
- Charras
- Chasseneuil-sur-Bonnieure
- Chassenon
- Chassiecq
- Chassors
- Châteaubernard
- Châteauneuf-sur-Charente
- Châtignac
- Chavenat
- Chazelles
- Chenommet
- Chenon
- Cherves-Châtelars
- Cherves-Richemont
- La Chèvrerie
- Chillac
- Chirac
- Claix
- Cognac
- Combiers
- Condac
- Condéon
- Confolens
- Coulgens
- Coulonges
- Courbillac
- Courcôme
- Courgeac
- Courlac
- La Couronne
- Couture
- Cressac-Saint-Genis
- Criteuil-la-Magdeleine
- Curac

## D
Deviat
- Dignac
- Dirac
- Douzat

## E
Ébréon
- Échallat
- Écuras
- Édon
- Empuré
- Épenède
- Éraville
- Les Essards
- Esse
- Étagnac
- Étriac
- Exideuil
- Eymouthiers

## F
La Faye
- Feuillade
- Fléac
- Fleurac
- Fontclaireau
- Fontenille
- La Forêt-de-Tessé
- Fouquebrune
- Fouqueure
- Foussignac

## G
Garat
- Gardes-le-Pontaroux
- Genac
- Genouillac
- Gensac-la-Pallue
- Genté
- Gimeux
- Gondeville
- Gond-Pontouvre
- Les Gours
- Gourville
- Le Grand-Madieu
- Grassac
- Guimps
- Guizengeard
- Gurat

## H
Hiersac
- Hiesse
- Houlette

## I
L'Isle-d'Espagnac

## J
Jarnac
- Jauldes
- Javrezac
- Juignac
- Juillac-le-Coq
- Juillaguet
- Juillé
- Julienne
- Jurignac

## L
Lachaise
- Ladiville
- Lagarde-sur-le-Né
- Lamérac
- Laprade
- Lessac
- Lesterps
- Lésignac-Durand
- Lichères
- Ligné
- Lignières-Sonneville
- Linars
- Le Lindois
- Londigny
- Longré
- Lonnes
- Roumazières-Loubert
- Louzac-Saint-André
- Lupsault
- Lussac
- Luxé

## M
La Magdeleine
- Magnac-Lavalette-Villars
- Magnac-sur-Touvre
- Maine-de-Boixe
- Mainfonds
- Mainxe
- Mainzac
- Malaville
- Manot
- Mansle
- Marcillac-Lanville
- Mareuil
- Marillac-le-Franc
- Marsac
- Marthon
- Massignac
- Mazerolles
- Mazières
- Médillac
- Mérignac
- Merpins
- Mesnac
- Les Métairies
- Mons
- Montboyer
- Montbron
- Montchaude
- Montembœuf
- Montignac-Charente
- Montignac-le-Coq
- Montigné
- Montjean
- Montmoreau-Saint-Cybard
- Montrollet
- Mornac
- Mosnac
- Moulidars
- Mouthiers-sur-Boëme
- Mouton
- Moutonneau
- Mouzon

## N
Nabinaud
- Nanclars
- Nanteuil-en-Vallée
- Nercillac
- Nersac
- Nieuil
- Nonac
- Nonaville

## O
Oradour
- Oradour-Fanais
- Orgedeuil
- Oriolles
- Orival

## P
Paizay-Naudouin-Embourie
- Palluaud
- Parzac
- Passirac
- Péreuil
- Pérignac
- La Péruse
- Pillac
- Les Pins
- Plaizac
- Plassac-Rouffiac
- Pleuville
- Poullignac
- Poursac
- Pranzac
- Pressignac
- Puymoyen
- Puyréaux

## R
Raix
- Rancogne
- Ranville-Breuillaud
- Reignac
- Réparsac
- Rioux-Martin
- Rivières
- La Rochefoucauld
- La Rochette
- Ronsenac
- Rouffiac
- Rougnac
- Rouillac
- Roullet-Saint-Estèphe
- Roussines
- Rouzède
- Ruelle-sur-Touvre
- Ruffec

## S
Saint-Adjutory
- Saint-Amant-de-Boixe
- Saint-Amant-de-Bonnieure
- Saint-Amant-de-Montmoreau
- Graves-Saint-Amant
- Saint-Amant-de-Nouère
- Saint-Angeau
- Saint-Aulais-la-Chapelle
- Saint-Avit
- Saint-Bonnet
- Saint-Brice
- Saint-Christophe
- Saint-Ciers-sur-Bonnieure
- Saint-Claud
- Sainte-Colombe (Charente)
- Saint-Coutant
- Saint-Cybardeaux
- Saint-Eutrope
- Saint-Félix
- Saint-Fort-sur-le-Né
- Saint-Fraigne
- Saint-Front
- Saint-Genis-d'Hiersac
- Saint-Georges
- Saint-Germain-de-Confolens
- Saint-Germain-de-Montbron
- Saint-Gourson
- Saint-Groux
- Saint-Laurent-de-Belzagot
- Saint-Laurent-de-Céris
- Saint-Laurent-de-Cognac
- Saint-Laurent-des-Combes
- Saint-Léger
- Saint-Martial
- Saint-Martin-du-Clocher
- Saint-Mary
- Saint-Maurice-des-Lions
- Saint-Médard
- Saint-Même-les-Carrières
- Saint-Michel
- Saint-Palais-du-Né
- Saint-Preuil
- Saint-Projet-Saint-Constant
- Saint-Quentin-sur-Charente
- Saint-Quentin-de-Chalais
- Saint-Romain
- Saint-Saturnin
- Sainte-Sévère
- Saint-Séverin
- Saint-Simeux
- Saint-Simon
- Saint-Sornin
- Sainte-Souline
- Saint-Sulpice-de-Cognac
- Saint-Sulpice-de-Ruffec
- Saint-Vallier
- Saint-Yrieix-sur-Charente
- Salles-d'Angles
- Salles-de-Barbezieux
- Salles-de-Villefagnan
- Salles-Lavalette
- Saulgond
- Sauvagnac
- Sauvignac
- Segonzac
- Sers
- Sigogne
- Sireuil
- Sonneville
- Souffrignac
- Souvigné
- Soyaux
- Suaux
- Suris

## T
La Tâche
- Taizé-Aizie
- Taponnat-Fleurignac
- Le Tâtre
- Theil-Rabier
- Torsac
- Tourriers
- Touvérac
- Touvre
- Touzac
- Triac-Lautrait
- Trois-Palis
- Turgon
- Tusson
- Tuzie

## V
Valence
- Vars
- Vaux-Lavalette
- Vaux-Rouillac
- Ventouse
- Verdille
- Verneuil
- Verrières
- Verteuil-sur-Charente
- Vervant
- Vibrac
- Le Vieux-Cérier
- Vieux-Ruffec
- Vignolles
- Vilhonneur
- Villebois-Lavalette
- Villefagnan
- Villegats
- Villejésus
- Villejoubert
- Villiers-le-Roux
- Villognon
- Vindelle
- Vitrac-Saint-Vincent
- Viville
- Vœuil-et-Giget
- Vouharte
- Voulgézac
- Vouthon
- Vouzan

## X
Xambes

## Y
Yviers
- Yvrac-et-Malleyrand